# Melvin Konner
Melvin Joel Konner (New York, 30 agosto 1946) è un antropologo statunitense.
Si è laureato nel 1966 al Brooklyn College della City University of New York.
In seguito è diventato professore di antropologia, neuroscienze e biologia comportamentale alla Emory University. È sposato con Marjorie Shostak, con la quale ha avuto tre figli. 
Dal 1985 ha contribuito notevolmente allo sviluppo del concetto di dieta paleolitica e il suo impatto sulla salute. Sull'argomento ha scritto diversi libri, alcuni assieme a sua moglie Marjorie.
Cresciuto in una famiglia di fede ebraica, Konner ha affermato di aver perso la fede all'età di 17 anni.

## Pubblicazioni (parziale)
- Believers: Faith in Human Nature, W.W. Norton & Company, 2019
- Women After All: Sex, Evolution, and the End of Male Supremacy, W.W. Norton & Company, 2015
- Paleolithic nutrition: twenty-five years later, Nutrit. Clinical Practice, 2010[3]
- The Evolution of Childhood, Harvard University Press, 2010
- The Jewish Body, ed. Alfred A. Knopf, New York, 2009
- Unsettled: An Anthropology of the Jews, New York, Viking Compass, 2009
- The Tangled Wing: Biological Constraints on the Human Spirit, Times Books, 2ª ed. 2002[4]
- Medicine at the Crossroads: The Crisis in Healthcare, Pantheon Books, 1993
- Why the Reckless Survive ... and Other Secrets of Human Nature, New York, Viking, 1990
- Becoming a Doctor: A Journey of Initiation in Medical School, New York, Viking, 1987